# Lương quý nhân (Hán Chương Đế)
Hán Chương Đế Lương quý nhân (chữ Hán: 汉章帝梁貴人, 61 - 83), thụy hiệu Cung Hoài Hoàng hậu (恭懷皇后), là phi tần của Hán Chương Đế Lưu Đát và là thân mẫu của Hán Hòa Đế Lưu Triệu.

## Tiểu sử
Lương Quý nhân là người Ô Thị, An Định (安定乌氏; nay là Bình Lương, Cam Túc), hậu duệ của đại phu nước Tấn là Lương Ích Nhĩ (梁益耳). Tổ phụ Cao Sơn hầu Lương Thống (梁統), thời đầu Kiến Vũ cùng Đậu Dung quy thuận Hán Quang Vũ Đế Lưu Tú, có con trai cả là Lương Tùng (梁松) đặc ân cho lấy con gái cả của Hán Quang Vũ Đế là Vũ Dương Trưởng công chúa Lưu Nghĩa Vương (劉義王). Thân phụ của bà là Bao Thân Mẫn hầu Lương Tủng (梁竦), con thứ của Lương Thống. Từ nhỏ bà mất mẹ, nên Lương thị được bá mẫu Vũ Dương Trưởng công chúa nuôi dưỡng.
Năm Kiến Sơ thứ 2 (77), bà nhập cung cùng người chị gái và cả hai được phong Quý nhân. Năm Kiến Sơ thứ 4 (79), bà sinh hoàng thứ tử Lưu Triệu.
Trước đó, Hán Chương Đế đã phong Lưu Khánh, con trai của Tống quý nhân làm Thái tử theo yêu cầu của Mã Thái hậu. Hoàng hậu của Hán Chương Đế là Đậu thị không có con bèn chọn Hoàng tử Lưu Triệu làm con nuôi hòng học tập theo Mã Thái hậu nhận nuôi Chương Đế trước đó. Sau khi Mã Thái hậu mất, Đậu hoàng hậu vu cáo Tống quý nhân đưa vật lạ vào cung làm "tà thuật". Hán Chương Đế nổi trận lôi đình, phế truất Thái tử Lưu Khánh thành Thanh Hà vương (清河王) và lập Lưu Triệu làm tân Thái tử. Nhà họ Lương có được cháu là Thái tử nên lấy làm vui mừng. Họ Đậu khi biết được, cảm thấy không vui và lo sợ, bèn tìm cách tiêu diệt luôn dòng họ Lương.
Năm Kiến Sơ thứ 8 (83), Đậu hoàng hậu tố cáo Lương Tủng, cha của Lương quý nhân nhiều tội trạng vô căn cứ nhưng Hán Chương đế vẫn tin, ra lệnh giam Lương Tủng vào ngục khiến ông chết trong đó. Chị em Lương quý nhân bị ép uống rượu độc chết theo.

## Truy tôn
Năm Chương Hòa thứ 2 (88), Hán Chương Đế băng hà, Thái tử Lưu Triệu lên ngôi, tức Hán Hòa Đế.
Sau khi Đậu Thái hậu qua đời, có người tố Thái hậu sát mẫu đoạt tử, đề nghị truy phế Thái hậu, nhưng Hán Hoà Đế vẫn không làm như thế. Đối với mẹ đẻ Lương Qúy nhân, ông cho làm một lễ khuyết tang trọng thể tại Thừa Quang cung (承光宮), truy tôn thụy hiệu là Cung Hoài hoàng hậu (恭懷皇后) và cùng chị gái an táng ở Tây lăng. Lễ nghi đều cùng với Tống quý nhân khi táng vào Kính viên.
Năm Sơ Bình nguyên niên (190), hữu ti tấu thỉnh:"Hòa Đế Mục Tông, An Đế Cung Tông, Thuận Đế Kính Tông, Hoàn Đế Uy Tông, vô đức vô công, không thể xưng Tông. Còn có Cung Hoài hoàng hậu, Kính Ẩn hoàng hậu, Cung Mẫn hoàng hậu không phải chính đích, không hợp gọi là Hậu, xin triệt từ tôn hiệu.". Hán Hiến Đế phê chuẩn.